# プリマ・ドンナス
『プリマ・ドンナス』（英語: Prima Donnas）は、フィリピンのテレビドラマ。GMAネットワークで2019年8月19日に初公開された。

## 登場人物
ドナ・マリー「マイ」マドリアル
演：ジリアン・ウォード
ドナ・ベル「エラ」マディアル
演：アルテア・アブラン
ドナ・リン「レンレン」マドリアル
演：ソフィア・パブロ